# Zingiber diwakarianum
Zingiber diwakarianum là một loài thực vật có hoa trong họ Gừng. Loài này được Rajeev Kumar Singh miêu tả khoa học đầu tiên năm 2011.

## Mẫu định danh
Mẫu định danh: Singh R.K. 184173; thu thập ngày 15 tháng 7 năm 2008 gần Mahabaleshwar, huyện Satara bang Maharashtra, tây nam Ấn Độ. Mẫu holotype (Singh R.K. 184173 A) được lưu giữ tại Cục Khảo sát Thực vật Ấn Độ ở Howrah, Tây Bengal (CAL), các mẫu isotype (Singh R.K. 184173 B và Singh R.K. 184173 C) được lưu giữ tại Trung tâm Khu vực miền Tây của Cục Khảo sát Thực vật Ấn Độ ở Pune, Maharashtra (BSI).

## Từ nguyên
Tính từ định danh diwakarianum là để vinh danh tiến sĩ P.G. Diwakar, làm việc tại Trung tâm Khu vực miền Tây của Cục Khảo sát Thực vật Ấn Độ tại Pune vì những đóng góp có giá trị của ông cho hệ thống học thực vật tại Ấn Độ.

## Phân bố
Loài này có tại các bang Maharashtra, Goa và Karnataka ở tây nam Ấn Độ. Nói chung tìm thấy tại những nơi râm mát, ẩm thấp dưới các cây bụi và cây gỗ nhỏ tại phần cao của khu vực Ghats, đôi khi thấy có trên các đồng cỏ ở cao độ lớn.

## Mô tả
Thân rễ nhỏ là sự tiếp nối trực tiếp của thân, bò lan ngầm dưới mặt đất, ruột màu vàng nhạt, các thân rễ già ruột màu vàng sẫm, thơm rất nồng. Rễ dài tới 40 cm, dày 0,4-0,7 cm, mọng thịt với các củ hình thoi tại thùy giữa hoặc khu vực tận cùng. Các củ 3-4 × 1,1–5 cm, rễ chùm nhiều, dài tới 10 cm. Chồi lá cao 0,5-2,2 m, thẳng đứng, dày, mọng, đáy màu đỏ ánh tía, phần trên màu đỏ ánh tía với ánh xanh lục, nhẵn nhụi. Lá có cuống ngắn; lưỡi bẹ dài 0,3-0,6 cm, dạng màng và cắt cụt; phiến lá 7-35 × 2–6 cm, hình mác, nguyên, đỉnh nhọn thon ở các lá to và nhọn ở các lá nhỏ, thon nhỏ dần tại đáy, màu xanh lục sẫm và bóng mặt trên, nhẵn nhụi, màu xanh lục nhạt mặt dưới, có lông tơ trên các gân mặt dưới. Cụm hoa tách biệt với chồi lá, nói chung 1-2 cán hoa từ cùng một thân rễ non, ở bên so với chồi lá, đôi khi trên 2 cán hoa từ cùng một thân rễ già; cuống cụm hoa dài 25–120 cm, được bẹ bao bọc, màu đỏ ánh tía với ánh xanh lục; cành hoa bông thóc ngắn hoặc dài, ở cây non dài 6–25 cm, ở cây già dài tới 45 cm, hình mác ngược, thon nhỏ về phía đáy hẹp. Lá bắc 3,5-5 × 2-2,5 cm, hình trứng, nhọn tại đỉnh và hơi uốn ngược lại, màu đỏ ánh tía, với ánh xanh lục-ánh vàng tại vùng đỉnh, nhẵn nhụi. Lá bắc con 2,5-3,5 × 1–5 cm, hình mác, màu vàng với ánh đỏ, nhẵn nhụi, bền. Hoa dài hơn lá bắc, dài 4–6 cm, 1 trên mỗi lá bắc. Đài hoa dài 1-1,5 cm, cắt cụt, như thủy tinh, nhẵn nhụi. Ống tràng dài 2,3-2,7 cm, 3 thùy, không đều, màu vàng sẫm, có gân dọc, thùy tràng lưng 2,5-3 × 1-1,3 cm, hình trứng, nhẵn nhụi; các thùy tràng bên 1,5-2 × 0,5-0,7 cm, hình mác. Cánh môi 3 thùy; thùy giữa hình trứng, dài hơn các thùy tràng bên, chẻ sâu tới 3/4 chiều dài, màu vàng sẫm, với các đốm đỏ tạo thành 2 đường cho mỗi phần. Bao phấn 2 ngăn, các ngăn chia tách theo chiều dọc; mô liên kết nằm trên đỉnh vòi nhụy; các ngăn bao phấn dài 0,5-0,6 cm, phần nhô ra của mô liên kết dài 0,4-0,5 cm. Vòi nhụy dài, hình chỉ, màu ánh vàng. Đầu nhụy nhỏ, không khác biệt với vòi nhụy, với khe hở trên đỉnh được một vòng lông ngắn, cứng và thẳng đứng bao quanh. Bầu nhụy 0,5-0,6 × 0,6-0,7 cm, nhẵn nhụi. Quả hình elipxoit hoặc gần hình cầu, 3 ngăn, màu đỏ sẫm, nhẵn nhụi, trơn nhẵn. Hạt màu đen, áo hạt dạng màng màu trắng. Ra hoa và tạo quả từ tháng 6 đến tháng 11.
Rất giống với Z. neesanum. Các khác biệt chính so với Z. neesanum là cuống cụm hoa dài hơn (25–120 cm so với 15–30 cm); các lá bắc từ khu vực giữa trở lên sắp xếp lỏng lẻo với đỉnh hơi uốn ngược so với các lá bắc xếp lợp chặt; tràng hoa màu vàng sẫm so với màu trắng; cánh môi dài hơn các thùy tràng bên so với cánh môi hơi ngắn hơn các thùy tràng bên; thùy giữa cánh môi hình trứng chẻ sâu tới 3/4 chiều dài, màu vàng sẫm, với các đốm đỏ tạo thành 2 đường cho mỗi phần so với thùy giữa thuôn tròn mép khía răng cưa, màu trắng với các sọc hồng hay tía.